# Annefried Göllner
Annefried Göllner (ur. 27 sierpnia 1963 w Zams) – austriacka saneczkarka, dwukrotna uczestniczka zimowych igrzysk olimpijskich, pięciokrotna uczestniczka mistrzostw świata.
W 1980 roku po raz pierwszy wystąpiła w zimowych igrzyskach olimpijskich. W Lake Placid wystartowała w konkursie jedynek saneczkarskich i zajęła czternaste miejsce. Cztery lata później, na igrzyskach w Sarajewie, w tej samej konkurencji była siódma.
W latach 1979–1987 pięciokrotnie uczestniczyła w mistrzostwach świata w saneczkarstwie. Jej największym osiągnięciem w zawodach tej rangi było szóste miejsce podczas mistrzostw w 1983 roku w Lake Placid. Poza tym była dziewiąta w 1985 roku w Oberhofie, dziesiąta w 1979 roku w Königssee, dwunasta w 1987 roku w Igls i trzynasta w 1981 roku w Hammarstrand
Trzykrotnie brała udział również w mistrzostwach Europy – w 1984 roku w Olang była piąta, w 1980 roku w tym samym miejscu dziewiąta, a w 1982 roku w Winterbergu jedenasta.
W 1981 roku w Bludenz zajęła szóste miejsce w mistrzostwach Europy juniorów, a rok później w Lake Placid również szóste miejsce w mistrzostwach świata juniorów.
Pięciokrotnie w swojej karierze zajęła czwarte miejsce w klasyfikacji generalnej Pucharu Świata na koniec sezonu. Taki rezultat osiągnęła w sezonach 1978/1979, 1979/1980, 1980/1981, 1982/1983 i 1984/1985.

## Igrzyska olimpijskie
| Miejsce | Data              | Miejscowość | Konkurencja | Ślizg 1 | Ślizg 1 | Ślizg 2 | Ślizg 2 | Ślizg 3 | Ślizg 3 | Ślizg 4 | Ślizg 4 | Łącznie  | Strata | Zwyciężczyni  |
| Miejsce | Data              | Miejscowość | Konkurencja | Czas    | Miejsce | Czas    | Miejsce | Czas    | Miejsce | Czas    | Miejsce | Łącznie  | Strata | Zwyciężczyni  |
| ------- | ----------------- | ----------- | ----------- | ------- | ------- | ------- | ------- | ------- | ------- | ------- | ------- | -------- | ------ | ------------- |
| 14.     | 13–16 lutego 1980 | Lake Placid | jedynki     | 40,378  | 15.     | 40,375  | 12.     | 40,489  | 14.     | 40,394  | 13.     | 2:41,636 | 5,099  | Wiera Zozula  |
| 7.      | 9–12 lutego 1984  | Sarajewo    | jedynki     | 42,437  | 6.      | 42,643  | 10.     | 42,219  | 9.      | 42,074  | 10.     | 2:49,373 | 2,803  | Steffi Martin |